# Les Abymes
Les Abymes (Guadeloupe-Kreolisch: Zabim oder Zabym) ist mit 51.760 Einwohnern (Stand: 1. Januar 2022) die größte Gemeinde des französischen Überseedépartements Guadeloupe.

## Geographie
Les Abymes liegt auf der Insel Grande-Terre des Archipels Guadeloupe im Karibischen Meer. Die Küste im Norden grenzt an die Meeresbucht Grand Cul-de-sac marin.
Nachbargemeinden sind (von Norden im Uhrzeigersinn): Morne-à-l’Eau, Le Moule, Le Gosier, Sainte-Anne und Pointe-à-Pitre sowie Baie-Mahault auf der Nachbarinsel Basse-Terre, getrennt durch die Meerenge Rivière Salée.

## Geschichte
Eine erste Erwähnung stammt aus dem Jahr 1696, als der Missionar Jean-Baptiste Labat, genannt Père Labat, Guadeloupe besuchte. Er gab der damals schon etwa fünf Jahre existierenden Siedlung aus zunächst wenigen Häusern ihren Namen. Eine wichtige Rolle für die Entwicklung der Gemeinde spielte der Anbau von Zuckerrohr, der sich auf die Arbeit von Sklaven stützte. 1846 waren von 4400 Bewohnern 4300 Sklaven. 1852 wurde die Siedlung verlegt, um den Bedürfnissen des Zuckeranbaus besser genügen zu können.
Von 1930 bis 1931 wurde nach Plänen des Architekten Ali Tur die neue Kirche Immaculée-Conception (Unbefleckte Empfängnis) aus Beton errichtet, die eine Vorgängerkirche von 1846 ersetzte.
Seit den 1950er-Jahren wuchs die Gemeinde in der Nachbarschaft von Pointe-à-Pitre sehr schnell; von 1950 bis 1990 vervierfachte sich die Einwohnerzahl.
| Bevölkerungsentwicklung | Bevölkerungsentwicklung | Bevölkerungsentwicklung | Bevölkerungsentwicklung | Bevölkerungsentwicklung | Bevölkerungsentwicklung | Bevölkerungsentwicklung | Bevölkerungsentwicklung | Bevölkerungsentwicklung |
| ----------------------- | ----------------------- | ----------------------- | ----------------------- | ----------------------- | ----------------------- | ----------------------- | ----------------------- | ----------------------- |
| Jahr                    | 1961                    | 1967                    | 1974                    | 1982                    | 1990                    | 1999                    | 2006                    | 2011                    |
| Einwohner               | 30.791                  | 39.911                  | 53.605                  | 56.165                  | 62.605                  | 63.054                  | 60.053                  | 59.311                  |

## Wirtschaft und Infrastruktur
Auf dem Gelände der Gemeinde liegt der Flughafen Pointe-à-Pitre. Dort befindet sich auch der Sitz der Fluggesellschaft Air Caraïbes. 
Les Abymes ist das Bildungszentrum von Guadeloupe. Im Ort gibt es vier staatliche Gymnasien und die Pädagogische Hochschule der Université des Antilles.
Das Lycée Baimbridge unterhält eine Verbindung zur Europaschule Dortmund mit gegenseitigem Schüleraustausch.
Im Ortsteil Belle Plaine befindet sich das Centre Hospitalier Universitaire de Guadeloupe (CHU), das mit 78.000 m² und 600 Betten größte Krankenhaus des Archipels. Es soll im April 2025 eröffnet werden.
Die früheren Hauptwirtschaftszweige, Anbau und Verarbeitung von Zuckerrohr, Kakao und Kaffee haben an Bedeutung verloren, unter anderem deshalb, weil der Flächenverbrauch durch starkes Bevölkerungswachstum und Verkehrsbauten nur noch wenig landwirtschaftliche Nutzung zulässt. Durch die Nähe zu Pointe-à-Pitre spielen Industrie und Handel eine zunehmende Rolle.

## Galerie

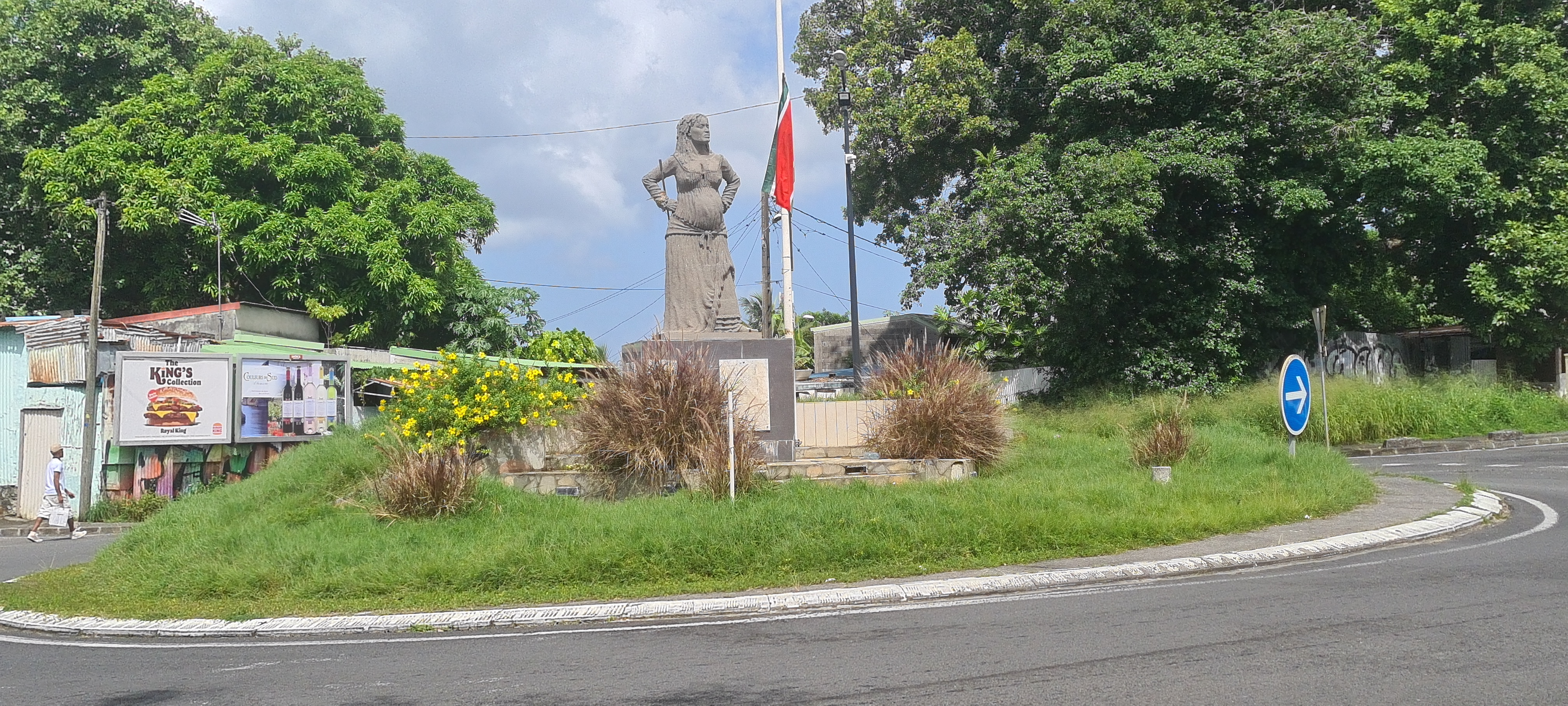
La Mulâtresse Solitude in Les Abymes
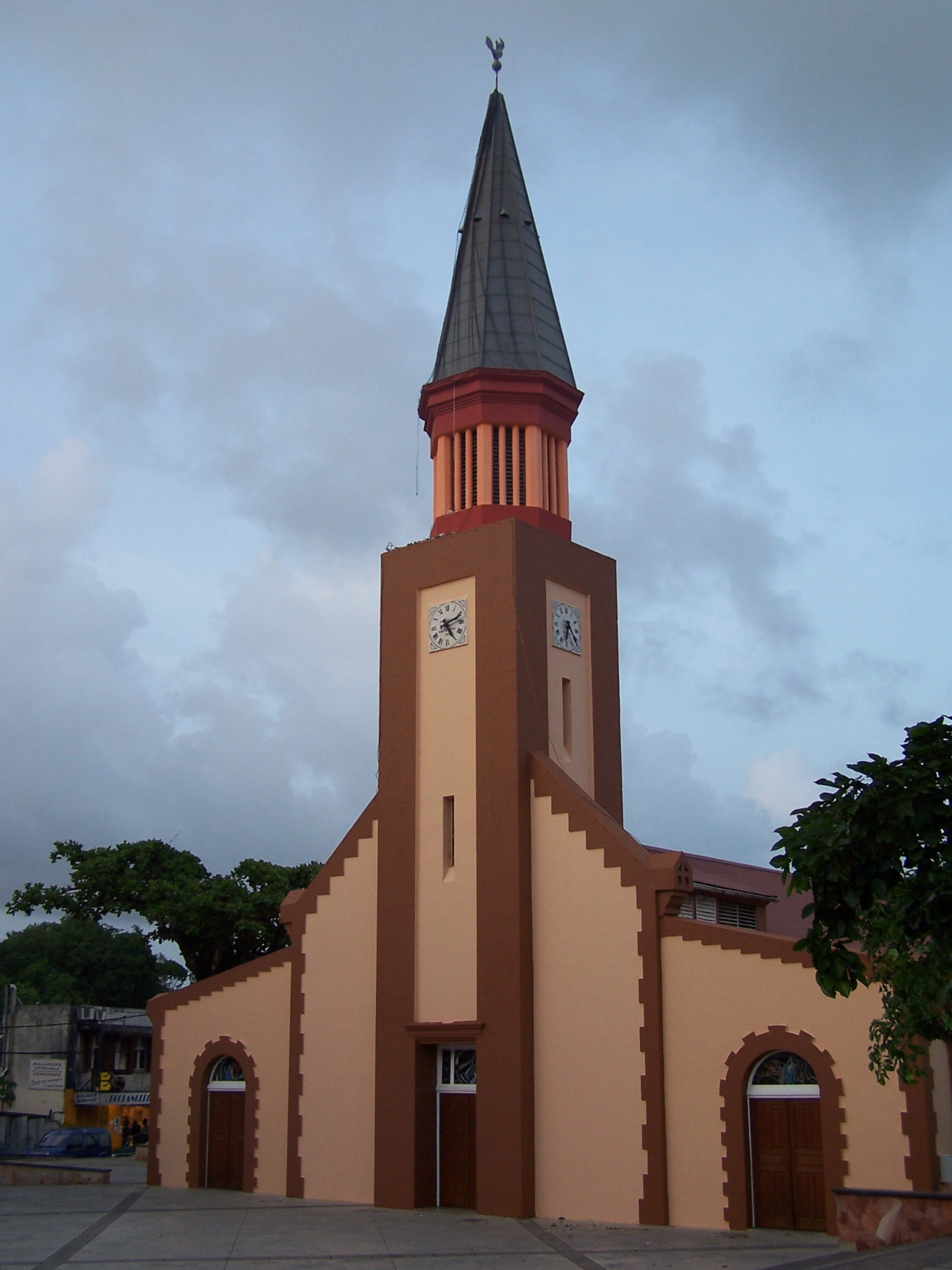
Kirche in Les Abymes
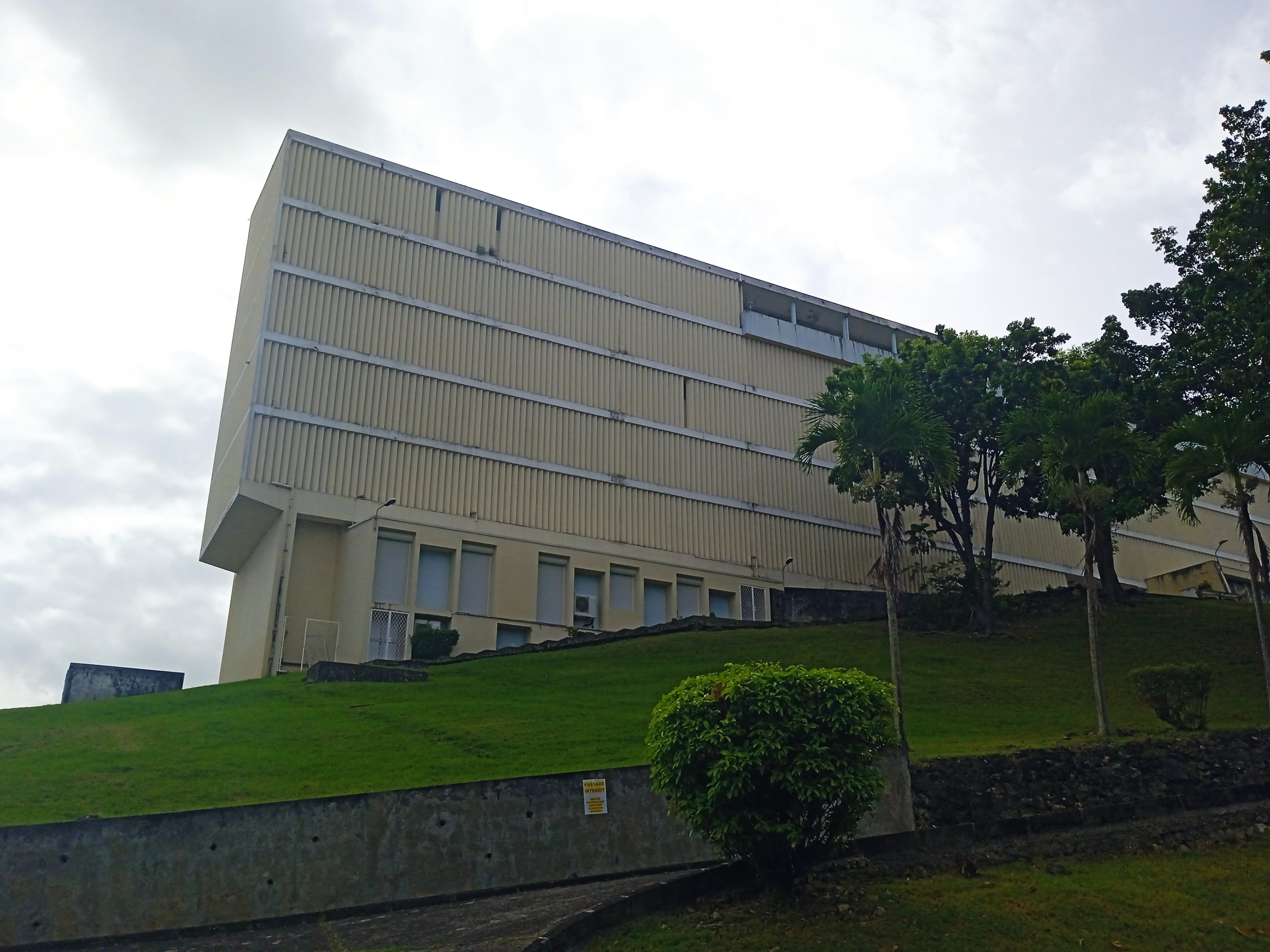
INSPE-Campus der Université des Antilles
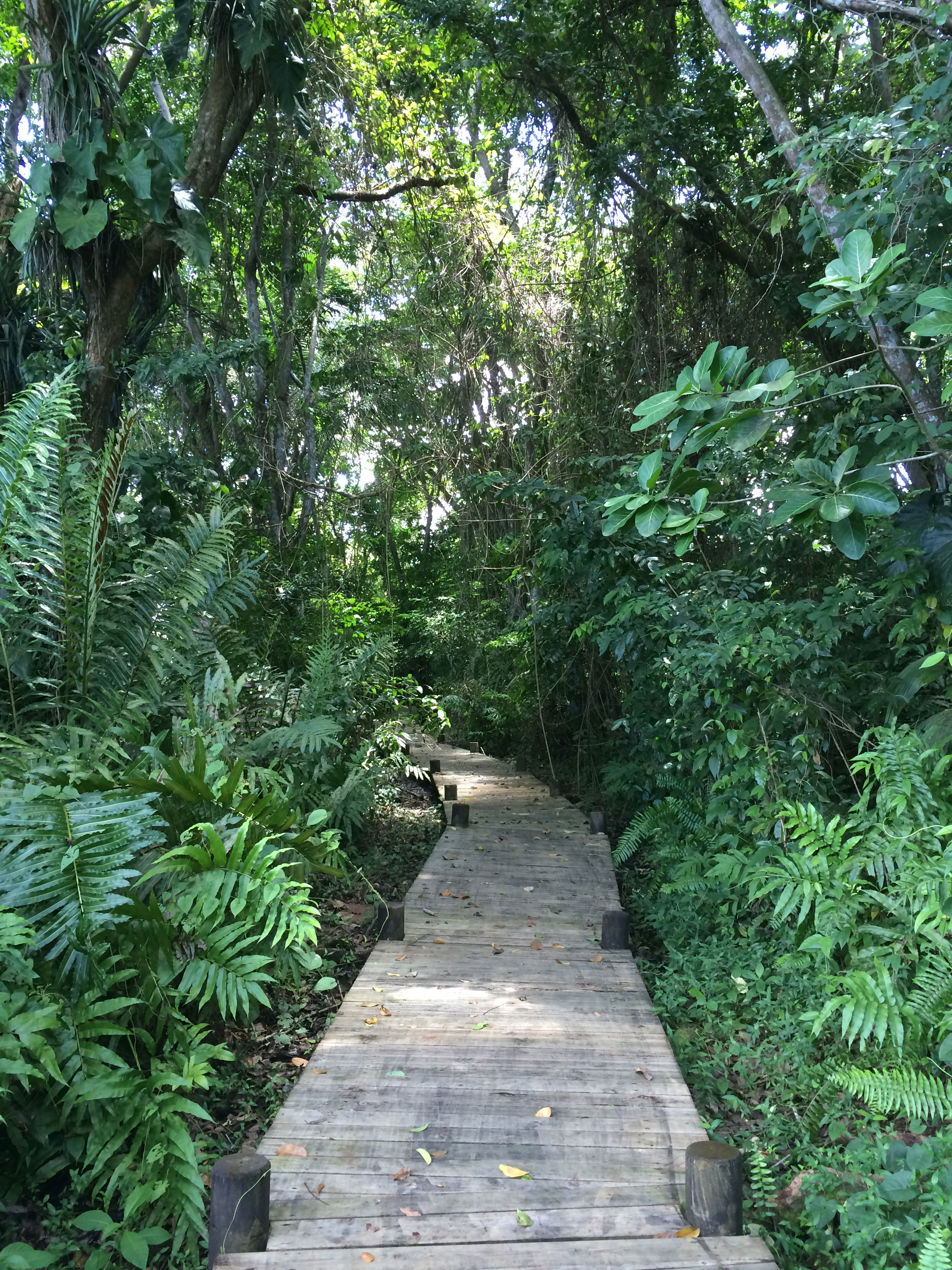
Maison de la mangrove Naturpark mit Naturkundemuseum
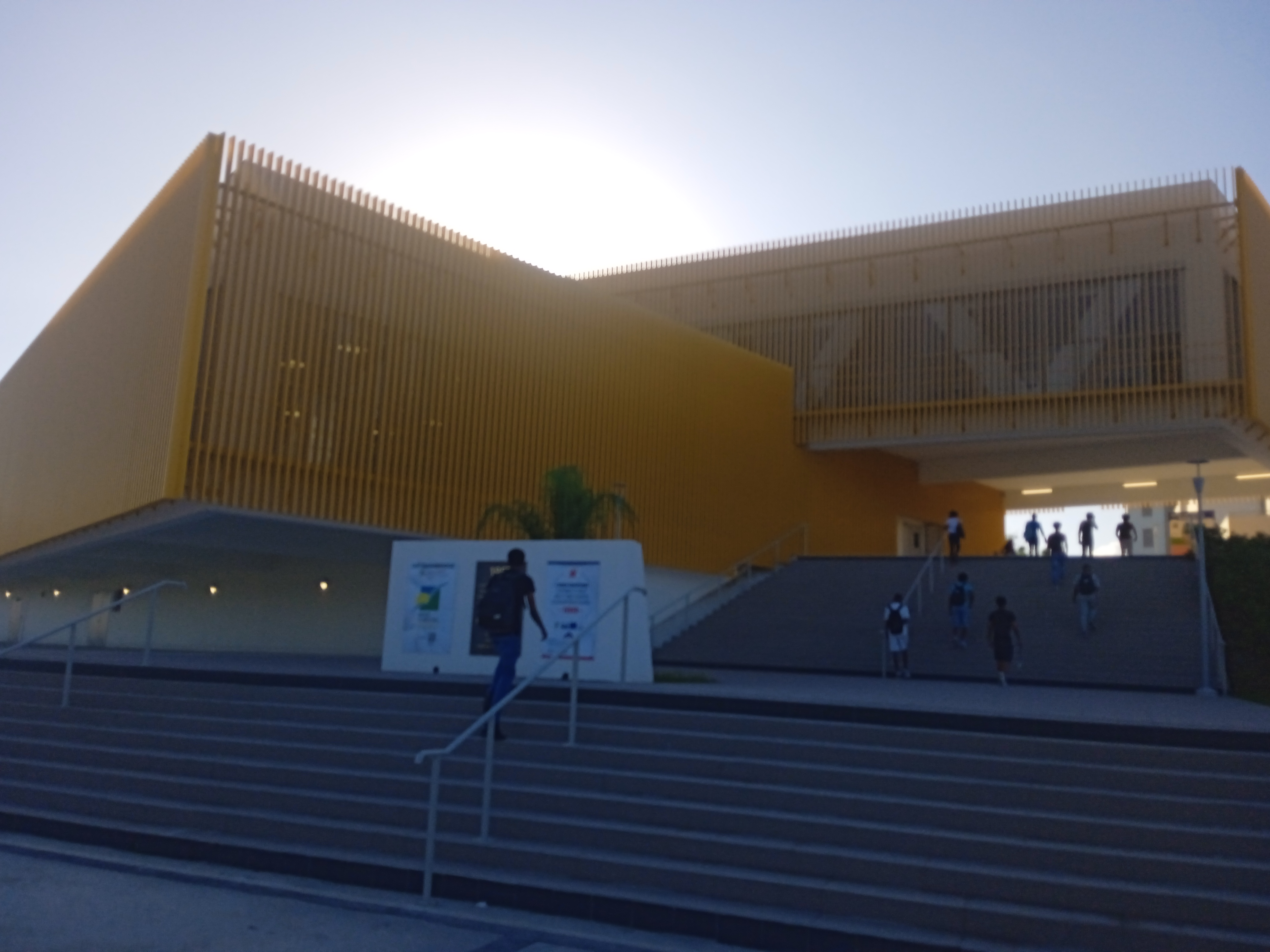
Lycée Baimbridge

## Städtepartnerschaft
Partnergemeinden von Les Abymes sind Boucherville in der kanadischen Provinz Québec (seit 1999) und Créteil in der Banlieue der französischen Hauptstadt Paris (seit 1981).

## Söhne und Töchter der Stadt
- Raymonde Naigre (* 1960), Sprinterin
- Jocelyn Angloma (* 1965), französischer Fußballspieler und -trainer
- Francine Landre (* 1970), Sprinterin
- Christine Arron (* 1973), Sprinterin
- Sonny Troupé (* 1978), Gwoka- und Fusionmusiker
- Sarah Daninthe (* 1980), Fechterin
- Stéphane Auvray (* 1981), französischer Fußballspieler mit karibischen Wurzeln
- Ysaora Thibus (* 1991), Florettfechterin
- Anita Blaze (* 1991), Florettfechterin
- Gianni Mina (* 1992), Tennisspieler
- David Michineau (* 1994), Basketballspieler
- Wilhem Belocian (* 1995), Hürdenläufer
- Wylan Cyprien (* 1995), Fußballspieler
- Yanis David (* 1997), Weit- und Dreispringerin
- Jonathan Jeanne (* 1997), Basketballspieler
- Jordan Tell (* 1997), französisch-guadeloupischer Fußballspieler
- Nathanaël Saintini (* 2000), Fußballspieler
- Taïryk Arconte (* 2003), französisch-guadeloupischer Fußballspieler
- Rémy Labeau (* 2003), guadeloupisch-französischer Fußballspieler
- Jeanuël Belocian (* 2005), Fußballspieler